# Ingrid Pitt

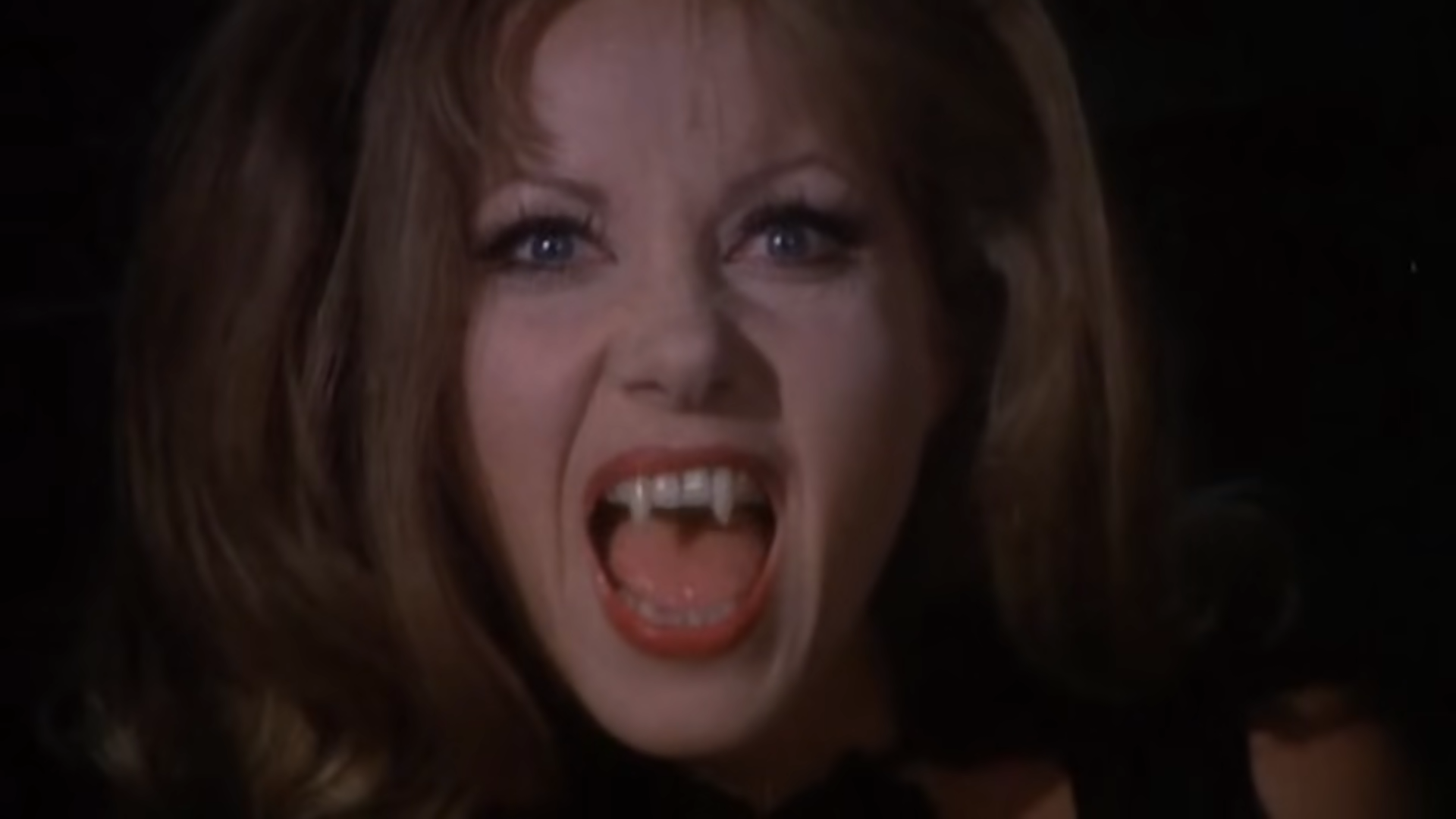
Pitt ne La casa che grondava sangue

Ingrid Pitt, pseudonimo di Ingoushka Petrov (Varsavia, 21 novembre 1937 – Londra, 23 novembre 2010), è stata un'attrice polacca.

## Biografia
Nata da padre tedesco di origine russa e madre ebrea polacca, durante la guerra venne rinchiusa con la famiglia nel campo di concentramento di Stutthof. Alla fine della guerra si trasferì a Berlino, dove sposò un militare statunitense, che la portò in California. Il matrimonio fu di breve durata, ma iniziarono i primi contatti con il mondo del cinema e della televisione, e un primo ruolo non accreditato ne Il dottor Zivago (1965).
Il successo giunse grazie alla casa di produzione inglese Hammer che le permise di interpretare il ruolo di vampira in due film horror, Vampiri amanti (1970) e La morte va a braccetto con le vergini (1971), grazie ai quali diventò un'icona per molti fan del genere che la convocarono alle convention e incontri a tema. Partecipò successivamente ai film La casa che grondava sangue (1971) e The Wicker Man (1973).
Rallentò la carriera dalla seconda metà degli anni ottanta, dopo essere apparsa nel secondo capitolo della serie Underworld. Nel 1998 è stata la voce narrante nell'album musicale Cruelty and the Beast del gruppo musicale symphonic black metal dei Cradle of Filth, incentrato sulle vicende della contessa Erzsébet Báthory (interpretata dall'attrice stessa nel film La morte va a braccetto con le vergini). È morta il 23 novembre 2010 a Londra a seguito di un collasso.

## Filmografia parziale

### Cinema
- Dove osano le aquile (Where Eagles Dare), regia di Brian G. Hutton (1968)
- Vampiri amanti (The Vampire Lovers), regia di Roy Ward Baker (1970)
- La morte va a braccetto con le vergini (Countess Dracula), regia di Peter Sasdy (1971)
- La casa che grondava sangue (The House that Dripped Blood), diretto da Peter Duffell (1971)
- The Wicker Man, regia di Robin Hardy (1973)
- Chi osa vince (Who Dares Wins), regia di Ian Sharp (1982)
- I 4 dell'Oca selvaggia II (Wild Geese II), regia di Peter Hunt (1985)
- Minotaur, regia di Jonathan English (2006)

### Televisione
- Ironside – serie TV, episodio 1x15 (1967)

## Doppiatrici italiane
Nelle versioni in lingua italiana, è stata doppiata da:
- Lorenza Biella in Dove osano le aquile
- Fiorella Betti in Vampiri amanti
- Valeria Valeri in La morte va a braccetto con le vergini
- Flaminia Jandolo in La casa che grondava sangue